# Бенценберг, Иоганн Фридрих
Иога́нн Фри́дрих Бе́нценберг (нем. Johann Friedrich Benzenberg; 5 мая 1777, Шёллер близ Эльберфельда — 8 июня 1846, Бильк близ Дюссельдорфа) — немецкий физик, геодезист и публицист.

## Биография
Иоганн Фридрих Бенценберг изучив в Марбурге богословие, потом в Гёттингене физику и математику, проживал в Гамбурге, где производил с колокольни церкви Святого Михаила опыты, подтверждающие законы падения, сопротивления воздуха и вращения земли вокруг своей оси. Курфюрст баварский назначил его в 1805 г. профессором физики и астрономии в Дюссельдорфском лицее. Кроме того, ему поручено было заведование землемерными работами в великом герцогстве Берг. Бенценберг основал собственную школу землемеров, для которой написал «Lehrbuch der Geometrie» (3 т., Дюссельд., 1810; 2 изд., 1818) и составил проект положения о землемерных работах. Будучи непримиримым противником Наполеона, он в 1810 переселился в Швейцарию. После падения Наполеона Бенценберг отправился сначала в Париж, а оттуда возвратился в Германию. Он издал: «Wünsche und Hoffnungen eines Rheinländers» (2 изд., Дортм., 1815), « Über das Kataster» (2 т., Бонн, 1818), «Über Handel und Gewerbe, Steuern und Zölle» (Эльберф., 1819), «Über Provinzial Verfassung mit besonderer Rücksicht auf Jülich, Kleve, Berg und Mark» (2 т., Гамм, 1819—22), «Über Preussens Geldhaushalt. und neues Steuersystem» (Лейпц., 1820), равно как целый ряд политических брошюр о прусских делах. В 1843 году построил частную обсерваторию в городе Дюссельдорф. В последние годы своей жизни он занимался преимущественно наблюдениями над метеорами и т. п. и, кроме того, издал несколько сочинений по физике, между прочим «Versuche über die Umdrehung der Erde» (Дюссельдорф, 1845) и «Über die Sternschnuppen» (Гамбург, 1839). Бенценберг умер в 1846 году в местечке Бильке близ Дюссельдорфа, где построил обсерваторию, которую завещал Дюссельдорфу.